# 自殺式車門

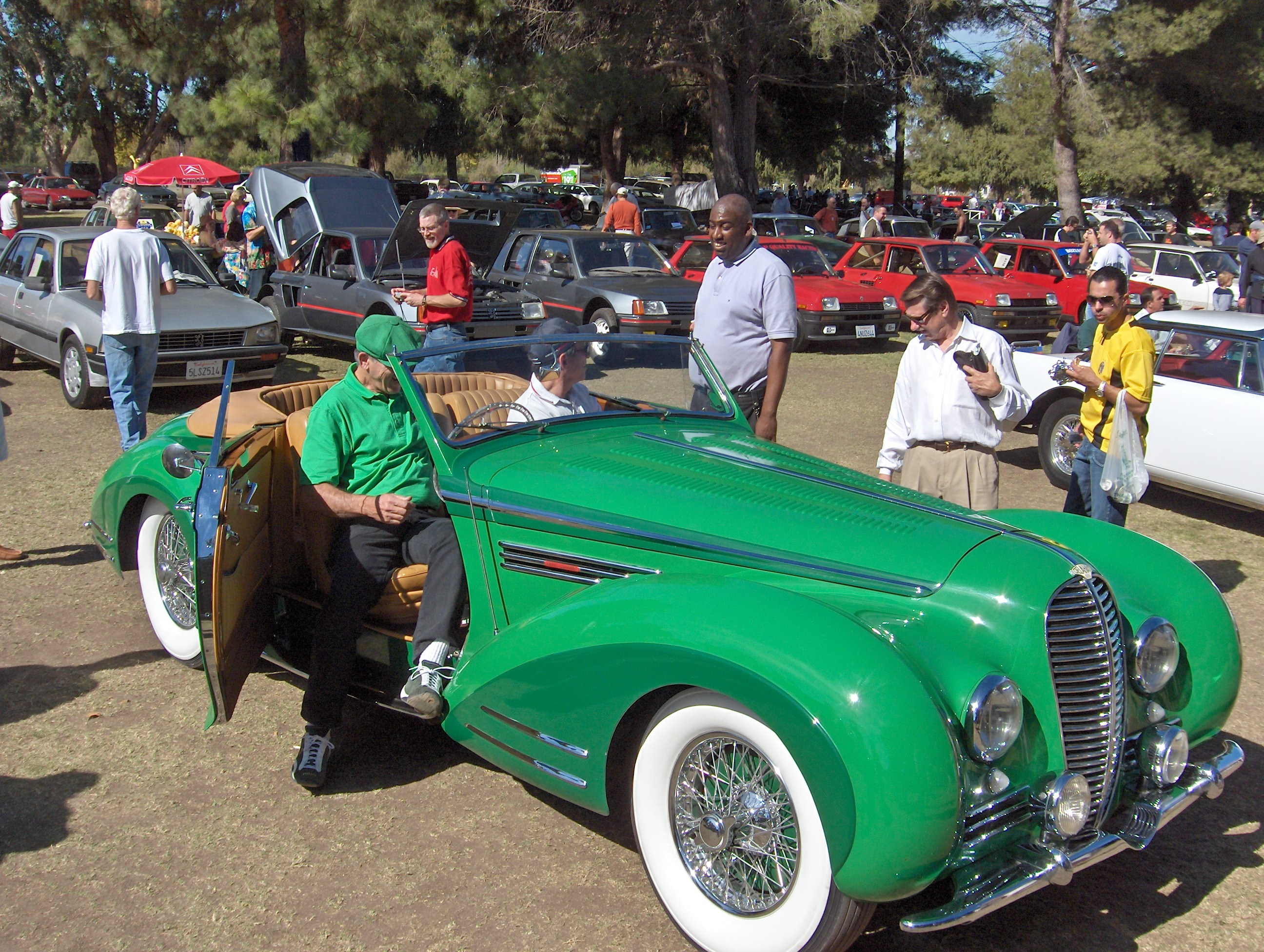

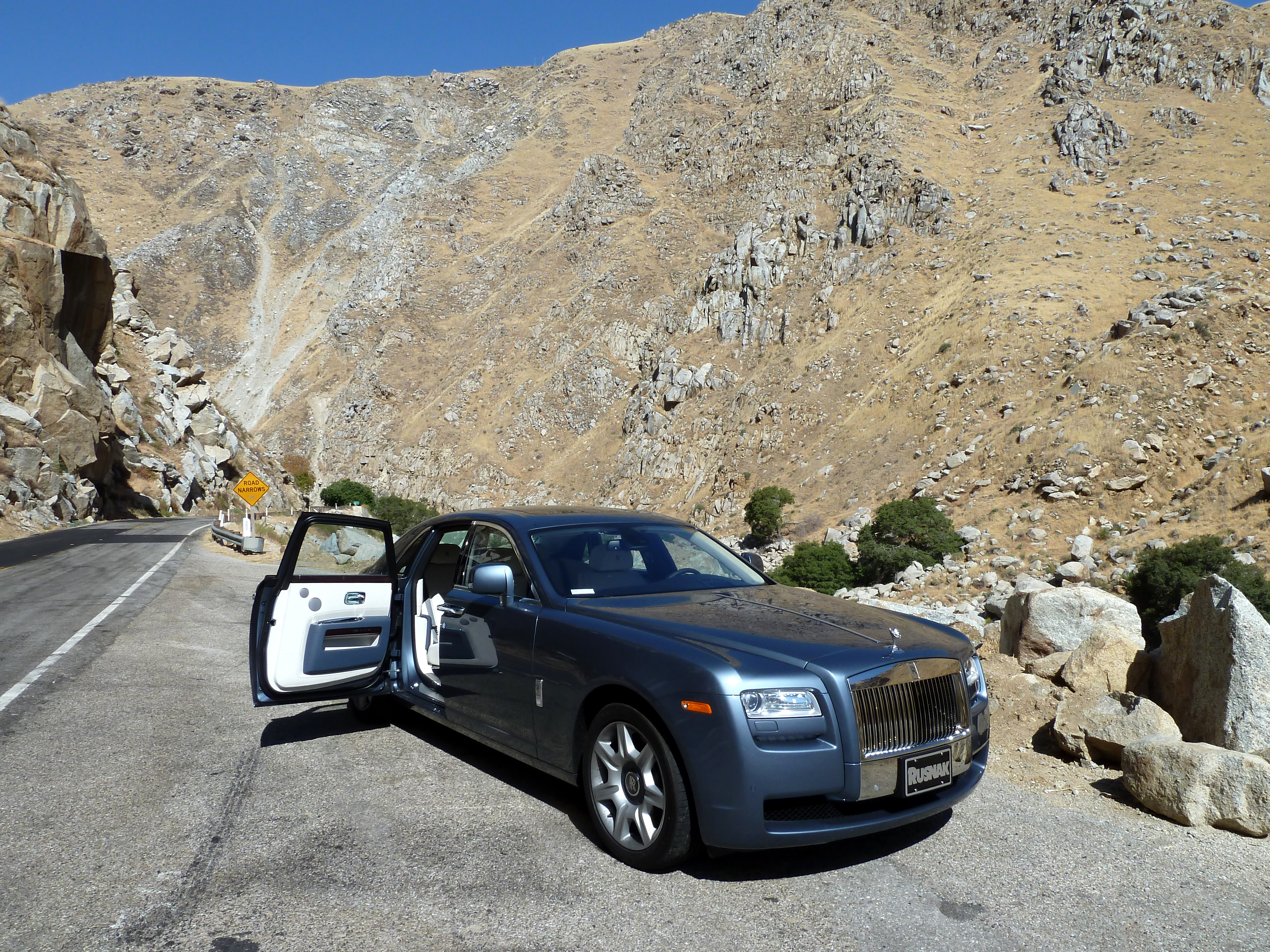

自殺式車門，是一種門鉸放置在後方而不是前方，在馬車時期已經存在的車門設計。由於門鉸放置在後方，如果車輛正在移動時門鎖鬆脫，空氣動力將迫使車門打開，駕駛員/乘客必須向前傾出車輛才能關閉車門。由於當時座位安全帶尚未普遍使用，從車上掉下來的風險很高，因而得名。此設計的優點是進出都比較容易，是以在二十一世紀又被少數豪華轎車重新採納。